# Slang (album)
Slang – szósty studyjny album muzyczny brytyjskiego zespołu Def Leppard, wydany w roku 1996 przez Mercury Records. Płyta była odejściem od poprzedniego stylu zespołu i eksperymentowała z grunge i rockiem alternatywnym.

## Lista utworów
1. Truth? (Phil Collen, Joe Elliott, Rick Savage, Vivian Campbell) – 3:00
2. Turn to Dust (Collen) – 4:21
3. Slang (Collen, Elliott) – 2:37
4. All I Want Is Everything (Elliott) – 5:20
5. Work It Out (Campbell) – 4:49
6. Breathe a Sigh (Collen) – 4:06
7. Deliver Me (Collen, Elliott) – 3:04
8. Gift of Flesh (Collen) – 3:48
9. Blood Runs Cold (Collen, Elliott) – 4:26
10. Where Does Love Go When It Dies (Elliott, Collen) – 4:04
11. Pearl of Euphoria (Elliott, Collen, Savage) – 6:21

## Twórcy
- Joe Elliott – wokal
- Rick Savage – gitara basowa, gitara akustyczna
- Phil Collen – gitara akustyczna
- Vivian Campbell – gitara akustyczna
- Rick Allen – perkusja

## Pozycje na listach
| Kraj              | Pozycja |
| ----------------- | ------- |
| Wielka Brytania   | 5       |
| Australia         | 11      |
| Norwegia          | 25      |
| Nowa Zelandia     | 14      |
| Stany Zjednoczone | 14      |
| Szwecja           | 5       |